# 民主太平洋聯盟

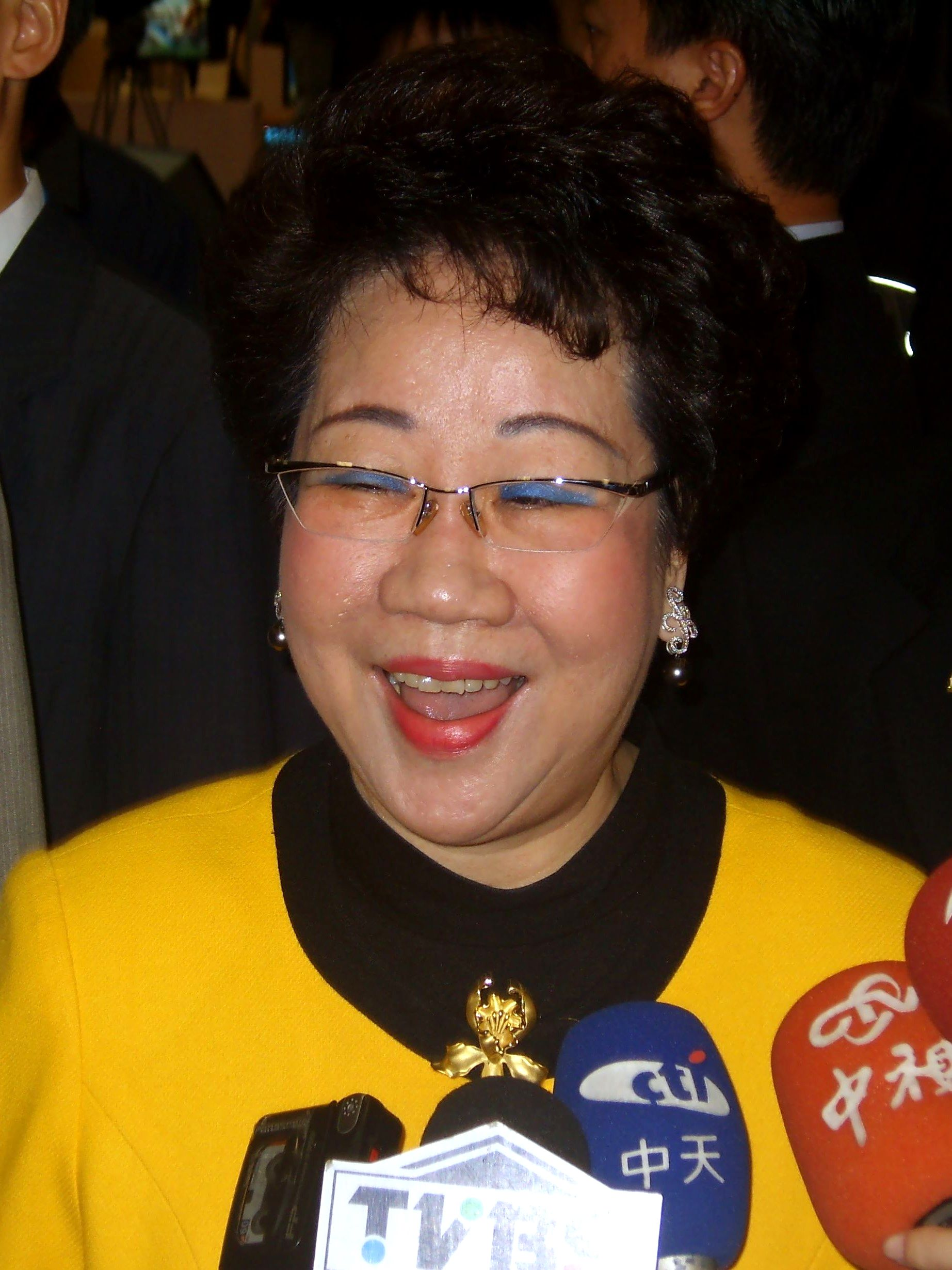
中華民國第一位女性副總統呂秀蓮

民主太平洋聯盟（英語：Democratic Pacific Union，簡稱DPU）為聯合太平洋區域民主國家之國際組織，2005年8月14日由時任中華民國副總統呂秀蓮發起成立。
2002年11月9日，呂秀蓮以民主太平洋聯盟發起人身分主持「台灣民主太平洋聯盟促進會發起人會議」，民主太平洋聯盟成立的宗旨是在宏揚民主、人權、和平、高科技的柔性國力，聯合太平洋周邊所有民主國家建構一個以推動「民主政治、永續發展、海洋文明」為共同價值的區域聯盟，總部設於台灣。
民主太平洋聯盟內部組織除了國際秘書處負責運作外，也將成立國際推動處，下設六大委員會：法律與政治委員會、人文社會委員會、和平與安全委員會、科技委員會、產經委員會、海洋委員會。
民主太平洋聯盟雖名為一國際組織，但大多數的活動皆在中華民國舉行，其他會員國的參與較少。2008年呂秀蓮卸任副總統後，民主太平洋聯盟活動轉趨沉寂。
2023年2月17日，二十一世紀基金會、中國文化大學社會科學院、民主太平洋聯盟、臺灣安全研究中心、海峽兩岸經貿文化交流協會、淡江大學國際事務與戰略研究所聯合舉辦「臺海安全論壇」，為臺灣海峽兩岸關係和平穩定發展提供建言，邀請呂秀蓮與遠見·天下文化事業群董事長高希均進行專題演講。呂秀蓮在專題演講中主張，台灣要走上「和平中立之路」，首先要積極加強與日本、韓國、菲律賓等周邊鄰居經營「太平洋民主聯盟」；台海兩岸之間以「一個中華」取代一個中國，不要為一字之差大動干戈，並用「兩岸統合」取代兩岸統一。
2023年3月19日，呂秀蓮提出，台灣要處理好「雙兩岸關係」，透過柔性力量把美國、加拿大、日本、韓國、台灣、菲律賓等民主國家「統合」成民主太平洋聯盟，用「統合」而非「統一」的概念結合太平洋兩岸，整個太平洋就可以開啟新的柔性文明。

## 聯盟成員
| 亚洲 - 中華民國 - 印度 - 印度尼西亞 - 日本 - 马来西亚 - 菲律賓 - 俄羅斯 - 泰國 - 东帝汶 · 美洲 - 加拿大 - 智利 - 薩爾瓦多 - 墨西哥 - 尼加拉瓜 - 巴拿马 - 巴拉圭 - 秘魯 - 美国 | · 大洋洲 - 基里巴斯 - 马绍尔群岛 - 新西兰 - 帛琉 - 所罗门群岛 |